# Boy Capel
Cet article possède des paronymes, voir Arthur Capel et Capel.

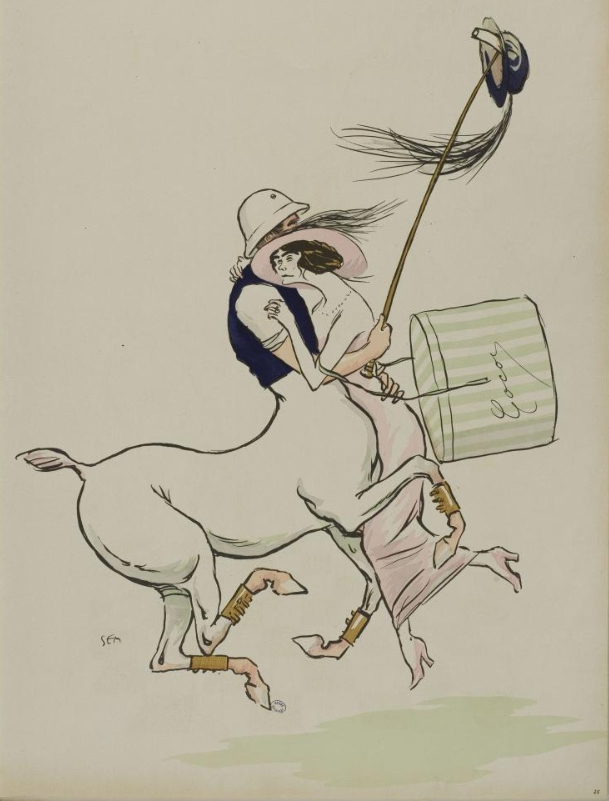
Caricature de Capel dansant avec Coco Chanel (1913), par Sem.

Boy Capel, de son vrai nom Arthur Edward Capel, né en décembre 1881 à Brighton (Sussex) et mort le 22 décembre 1919 à Puget-sur-Argens (Var), est un homme d'affaires, homme du monde et sportsman anglais (polo), surtout connu en raison de sa liaison avec Coco Chanel pendant neuf ans et de son influence artistique sur elle[réf. nécessaire].

## Biographie

### Origines familiales et carrière
Arthur Edward est le fils d'Arthur Joseph Capel (1849-?), négociant maritime britannique, et de Berthe Andrée Lorin (1856-1902), d'origine française[réf. nécessaire]. Son passé mystérieux a suscité des rumeurs sur son compte : on le dit notamment fils naturel d'un des frères Pereire, célèbres banquiers français.
Homme d'affaires, il bâtit une fortune dans les frets charbonniers. C'est aussi un amateur d'équitation, propriétaire d'une écurie de polo.

### Relation avec Coco Chanel et Première Guerre mondiale
Il rencontre Coco Chanel (Gabrielle Chasnel) dans les années 1900, avant qu'elle entame sa carrière dans la haute couture. Sa fortune lui permet d'avancer à Coco Chanel les fonds nécessaires pour lancer ses premières boutiques, à Paris puis à Deauville. Ses blazers incitent Chanel à intégrer une touche masculine dans ses créations vestimentaires[réf. nécessaire].
Pendant la Première Guerre mondiale, il est le conseiller secret de Clemenceau et l’éminence grise[pas clair] du gouvernement anglais en matière d’achats de guerre.
En 1918, il épouse Diana Wyndham (1893-1983), fille de Thomas Lister, 4e baron Ribblesdale (en) et veuve du capitaine Percy Lyulph Wyndham.Il termine la guerre avec le grade de capitaine.
Malgré ce mariage, Coco Chanel reste la femme de sa vie et il en était éperdument amoureux[réf. nécessaire].

### Rencontre avec le Polonais Joseph Retinger (1917)
En 1917, Capel rencontre le Polonais Joseph Retinger (1888-1960), qu'il inspire par son discours fédéraliste naïf, propagateur du gouvernement mondial basé sur l'alliance franco-britannique . Après la mort de Capel, le brillant Retinger devient son « héritier » politique.

### Mort et funérailles
Boy Capel meurt dans un accident de la route le 22 décembre 1919.
La cérémonie des funérailles, accompagnée des honneurs militaires complets (full military honours), a lieu dans la cathédrale de Fréjus le 24 décembre 1919.
Il est inhumé à Paris, au cimetière de Montmartre.

## Hommage de la maison Chanel
La maison Chanel rend hommage au grand amour de Coco Chanel à travers un parfum exclusif dénommé Boy.